# Hockey Club Lugano 2006-2007
La stagione 2006-2007 è la 27ª che l'Hockey Club Lugano gioca nella Lega Nazionale A.

## Regular season
|    | Squadra                | G  | V  | VS | PS | P  | GF  | GS  | Dif | Pt |
| -- | ---------------------- | -- | -- | -- | -- | -- | --- | --- | --- | -- |
| 1  | Davos                  | 44 | 26 | 2  | 3  | 13 | 154 | 120 | +34 | 85 |
| 2  | Berna                  | 44 | 24 | 5  | 2  | 13 | 163 | 115 | +48 | 84 |
| 3  | Zugo                   | 44 | 22 | 6  | 3  | 13 | 153 | 117 | +36 | 81 |
| 4  | Lugano                 | 44 | 25 | 1  | 3  | 15 | 143 | 123 | +20 | 80 |
| 5  | Kloten Flyers          | 44 | 22 | 6  | 2  | 14 | 173 | 128 | +45 | 80 |
| 6  | Rapperswil-Jona Lakers | 44 | 19 | 5  | 3  | 17 | 149 | 141 | +8  | 70 |
| 7  | Ginevra-Servette       | 44 | 19 | 2  | 4  | 19 | 147 | 140 | +7  | 65 |
| 8  | ZSC Lions              | 44 | 13 | 9  | 3  | 19 | 111 | 127 | -16 | 60 |
| 9  | Ambrì-Piotta           | 44 | 14 | 1  | 8  | 21 | 128 | 165 | -37 | 52 |
| 10 | Friburgo-Gottéron      | 44 | 12 | 1  | 12 | 19 | 134 | 167 | -33 | 50 |
| 11 | Langnau Tigers         | 44 | 12 | 5  | 1  | 26 | 115 | 160 | -45 | 47 |
| 12 | Basilea Sharks         | 44 | 9  | 4  | 3  | 28 | 103 | 170 | -67 | 38 |

LEGENDA:

G=Giocate, V=Vinte, VS=Vinte ai supplementari, PS=Perse ai suppl., P=Perse, GF=Gol Fatti, GS=Gol Subiti, Dif=Differenza Reti, Pt=Punti

## Playoff
Nei play-off 2007 il HC Lugano è stato eliminato allo stadio dei quarti di finale dai Kloten Flyers per 2-4.
| Lugano 24 febbraio 2007 | HC Lugano | 3 – 6 (1-2, 2-0, 0-4) referto | Kloten Flyers | Resega (4 876 spett.) |

| Kloten 27 febbraio 2007 | Kloten Flyers | 3 – 2 (d.t.s.) (1-0, 1-2, 0-0; 1-0) referto | HC Lugano | Eishalle Schluefweg (6 543 spett.) |

| Lugano 1º marzo 2007 | HC Lugano | 8 – 1 (1-1, 3-0, 4-0) referto | Kloten Flyers | Resega (4 631 spett.) |

| Kloten 3 marzo 2007 | Kloten Flyers | 3 – 1 (0-0, 2-1, 1-0) referto | HC Lugano | Eishalle Schluefweg (7 561 spett.) |

| Lugano 5 marzo 2007 | HC Lugano | 5 – 3 (1-1, 3-2, 1-0) referto | Kloten Flyers | Resega (4 686 spett.) |

| Kloten 8 marzo 2007 | Kloten Flyers | 3 – 1 (1-0, 1-0, 1-1) referto | HC Lugano | Eishalle Schluefweg (7 131 spett.) |

## European Champions Cup

### Partite
| San Pietroburgo 12 gennaio 2007                                                           | Färjestads BK | 0 – 3 (0-1, 0-1, 0-1) referto                           | HC Lugano | Ice Palace Arena (1 300 spett.) |
| \| \| \| \| \| \| Marcatori \| 13:53 S. Hirschi 29:21 S. Jeannin 59:14 (PP) R. Sannitz \| |               |                                                         |           |                                 |
|                                                                                           |               |                                                         |           |                                 |
|                                                                                           | Marcatori     | 13:53 S. Hirschi 29:21 S. Jeannin 59:14 (PP) R. Sannitz |           |                                 |

| San Pietroburgo 13 gennaio 2007                                                  | HC Lugano | 0 – 3 (0-1, 0-1, 0-1) referto                  | Ak Bars Kazan | Ice Palace Arena (11 200 spett.) |
| \| \| \| \| \| \| Marcatori \| 12:43 V. Prochkin 23:33 49:27 (PP) S. Zinoviev \| |           |                                                |               |                                  |
|                                                                                  |           |                                                |               |                                  |
|                                                                                  | Marcatori | 12:43 V. Prochkin 23:33 49:27 (PP) S. Zinoviev |               |                                  |

### Classifica finale
|   | Naz.                  | Squadra         |
| - | --------------------- | --------------- |
| 1 | Russia (bandiera)     | Ak Bars Kazan   |
| 2 | Finlandia (bandiera)  | HPK             |
| 3 | Svizzera (bandiera)   | HC Lugano       |
| 4 | Slovacchia (bandiera) | MsHK Žilina     |
| 5 | Rep. Ceca (bandiera)  | HC Sparta Praga |
| 6 | Svezia (bandiera)     | Färjestads BK   |

## Roster
| N. | Naz.                                    | Ruolo | Nome              | Anno | Alt. | Peso | Tiro |
| -- | --------------------------------------- | ----- | ----------------- | ---- | ---- | ---- | ---- |
| 3  | Svizzera (bandiera)                     | D     | Julien Vauclair   | 1979 | 184  | 92   | L    |
| 6  | Svizzera (bandiera) · Canada (bandiera) | D     | Wesley Snell      | 1976 | 185  | 85   | L    |
| 7  | Svizzera (bandiera)                     | D     | Alessandro Chiesa | 1987 | 190  | 95   | R    |
| 8  | Svizzera (bandiera)                     | D     | Steve Hirschi     | 1981 | 180  | 84   | L    |
| 15 | Svizzera (bandiera) · Canada (bandiera) | A     | Ryan Gardner      | 1978 | 196  | 105  | L    |
| 17 | Svizzera (bandiera)                     | A     | Tristan Vauclair  | 1985 | 180  | 80   | L    |
| 18 | Svizzera (bandiera)                     | D     | Matteo Nodari     | 1987 | 185  | 82   | R    |
| 21 | Svizzera (bandiera)                     | D     | Krister Cantoni   | 1973 | 187  | 84   | L    |
| 22 | Stati Uniti (bandiera)                  | A     | Landon Wilson     | 1975 | 193  | 102  | R    |
| 23 | Svezia (bandiera)                       | D     | Dick Tärnström    | 1975 | 186  | 93   | L    |
| 25 | Finlandia (bandiera)                    | A     | Jukka Hentunen    | 1974 | 178  | 85   | R    |
| 28 | Svizzera (bandiera)                     | A     | Sandy Jeannin - C | 1976 | 180  | 82   | L    |
| 32 | Svizzera (bandiera)                     | A     | Sébastien Reuille | 1981 | 181  | 84   | L    |
| 34 | Canada (bandiera)                       | D     | Jason Strudwick   | 1975 | 193  | 102  | L    |
| 38 | Svizzera (bandiera)                     | A     | Raffaele Sannitz  | 1983 | 187  | 93   | L    |
| 40 | Svizzera (bandiera)                     | A     | Flavien Conne     | 1980 | 177  | 81   | L    |
| 44 | Svizzera (bandiera)                     | A     | Andy Näser        | 1974 | 182  | 82   | R    |
| 45 | Svizzera (bandiera) · Canada (bandiera) | A     | Mirko Murovic     | 1981 | 190  | 91   | L    |
| 47 | Svizzera (bandiera)                     | P     | Simon Züger       | 1981 | 182  | 88   | L    |
| 49 | Svizzera (bandiera)                     | D     | Andreas Hänni     | 1979 | 185  | 105  | L    |
| 51 | Svezia (bandiera)                       | A     | Rickard Wallin    | 1980 | 191  | 88   | L    |
| 73 | Svizzera (bandiera)                     | A     | Valentin Wirz     | 1980 | 190  | 93   | R    |
| 80 | Svizzera (bandiera)                     | A     | Alain Pasqualino  | 1984 | 182  | 78   | L    |
| 84 | Svizzera (bandiera)                     | P     | Michael Flückiger | 1984 | 177  | 74   | L    |
| 88 | Svizzera (bandiera)                     | A     | Kevin Romy        | 1985 | 182  | 88   | L    |

Legenda:
P=Portiere; D=Difensore; A=Attaccante; L=Sinistra; R=Destra

## Maglie

### Campionato
| Maglia casalinga (Postfinance Top Scorer) |  |
|                                           |  |

### European Champions Cup 2007 - Super Six
Maglia nera indossata il 13 gennaio 2007 a San Pietroburgo per la partita contro l'AK Bars Kazan.
|  |  |